# Chrysina quiche
Chrysina quiche är en skalbaggsart som beskrevs av Moron 1990. Chrysina quiche ingår i släktet Chrysina och familjen Rutelidae. Inga underarter finns listade i Catalogue of Life.